# Acerta
Acerta est une organisation belge active dans la prestation de services en matière de ressources humaines. Elle compte 26 bureaux à travers le pays.

## Activités
En tant que groupe national de services RH, Acerta propose un large éventail de services destinés aux starters, indépendants, PME et grandes entreprises, issus aussi bien du secteur privé que du secteur public. Elle fournit entre autres les services suivants :
- De l’administration et des conseils par le biais d’un guichet d’entreprises, d’une caisse d’assurances sociales et d’un secrétariat social ;
- Des solutions spécifiques au client en matière de payroll, tant sous la forme de services que de logiciels ;
- Des conseils RH (recrutement et sélection, reclassement externe, assistance juridique, formations ouvertes, etc.).

Acerta investit également dans des enquêtes afin de déceler les tendances du marché du travail et de prévoir ses évolutions.

## Histoire
Acerta voit le jour en 2001 à la suite de la fusion des prestataires de services sociaux du Boerenbond et VKW. Les secrétariats sociaux, caisses d’assurances sociales et caisses d’allocations familiales sont alors regroupés au sein d'une seule et même organisation. Au moment de la fusion, le groupe réalise le calcul de 390 000 salaires, accompagne 214 500 indépendants et assiste 31 400 employeurs dans le paiement des allocations familiales à 129 500 familles.
En 2001, le pendant wallon d’Acerta naît également sous le nom d’AliA Secrétariat Social. Acerta Caisse d’allocations familiales, Acerta Caisse d'Assurances Sociales et Acerta Consult proposent ainsi leurs services depuis les bureaux d’AliA et sous le nom de marque AliA en Wallonie. En 2008, Acerta et AliA décident néanmoins de poursuivre leur collaboration en tant que groupe intégré et d’adopter le nom Acerta. L’année suivante, le groupe Acerta acquiert Shéhérazade afin d’étendre ses activités à Bruxelles et en Wallonie.